# Victor Salva
Victor Ronald Salva (Martinez, California, 29 de marzo de 1958) es un escritor, productor y director de cine estadounidense.
Mayoritariamente dirige películas de terror. Entre sus éxitos destacan películas como Powder -Pura Energía- o Jeepers Creepers.

## Primeros años y carrera
Salva nació en una familia católica en Martínez (California). Su padre biológico abandonó la familia. Salva cuenta que el padrastro frecuentemente se emborrachaba y abusaba físicamente de él.
Uno de sus pasatiempos favoritos cuando era niño era ver Creature Features en televisión y películas como Tiburón. A la edad de 18 años, su madre y su padrastro le echaron por ser homosexual. Posteriormente, comenzó a hacer películas de bajo presupuesto.
En 1986, hizo una película de terror de bajo presupuesto llamada Something in the Basement (Algo en el sótano), que atrajo la atención del cineasta Francis Ford Coppola, quien a su vez ayudó a Salva a financiar su primer largometraje, Clownhouse (1989), y muchas otras películas.

## Condenas penales
A sus 29 años, mientras dirigía Clownhouse, Salva abusó sexualmente de uno de sus actores, Nathan Forrest Winters, quien tenía 12 años de edad y filmó las violaciones. Salva se declaró culpable por un cargo de obscenidad y conducta lasciva, un cargo por sexo oral con una persona menor de 14 años, y tres cargos por adquisición de pornografía infantil. Salva fue sentenciado a tres años de prisión. Cumplió 15 meses de la condena antes de ser liberado bajo libertad condicional, y fue registrado como delincuente sexual.

## Carrera después de salir de prisión
Tras ser puesto en libertad, Salva tuvo una serie de empleos temporales mientras intentaba ser contratado como director de cine y vivía de la ayuda financiera otorgada por Coppola.
Siete años después de Clownhouse, Salva hizo otra película, The Nature of the Beast. En 1995, dirigió la película Powder, financiada por Disney. Posteriormente los medios revelaron el historial delictivo de Salva, especularon sobre por qué Disney contrataría a alguien que había sido condenado por delito sexual, y aseguraron que Salva no haría otra película hasta el año 1999, Rites of Passage.
Salva escribió y dirigió la película de terror Jeepers Creepers (2001) y su secuela Jeepers Creepers 2 (2003). 
En 2006, dirigió Peaceful Warrior, la cual abrió con críticas variadas. Salva dirigió Rosewood Lane en 2010, una película de suspense protagonizada por la actriz Gina Philips de Jeepers Creepers y Ray Wise, y Jeepers Creepers 3, la tercera entrega en la popular franquicia de Jeepers Creepers, cuyos hechos suceden entre la primera y segunda película.

## Vida personal
Salva es abiertamente homosexual. Actualmente reside en Mulholland Drive en Los Ángeles, California.

## Filmografía

### Películas
| Año  | Película                  | Director | Productor | Escritor | Crítica | Notas               |
| ---- | ------------------------- | -------- | --------- | -------- | ------- | ------------------- |
| 1986 | Something in the Basement | Sí       | Sí        | Sí       | -       | Cortometraje        |
| 1989 | Clownhouse                | Sí       | Sí        | Sí       | 40%     | Debut como Director |
| 1995 | Powder                    | Sí       |           | Sí       | 47%     |                     |
| 1995 | The Nature of the Beast   | Sí       |           | Sí       |         |                     |
| 1999 | Rites of Passage          | Sí       |           | Sí       |         |                     |
| 2001 | Jeepers Creepers          | Sí       |           | Sí       | 45%     |                     |
| 2003 | Jeepers Creepers 2        | Sí       |           | Sí       | 23%     |                     |
| 2006 | Peaceful Warrior          | Sí       |           |          | 25%     |                     |
| 2011 | Rosewood Lane             | Sí       |           | Sí       |         |                     |
| 2014 | Dark House                | Sí       | Sí        | Sí       | 9%      |                     |
| 2017 | Jeepers Creepers 3        | Sí       | Sí        | Sí       | 20%     |                     |